# Andrew Strath
Andrew Anderson Strath (* 1. März 1837 in St Andrews; † 23. Februar 1868 in Prestwick) war ein schottischer Profigolfer, der Mitte des 19. Jahrhunderts spielte. Er gewann die Open Championship 1865. Insgesamt erreichte er dort sechs Top-10-Platzierungen.

## Leben
Strath wurde am 1. März 1837 in St Andrews, Schottland, als Sohn von Alexander Strath und Susan Strath (geborene Reid) geboren. Am 19. März 1858 heiratete er Euphemia Johnston und das Paar hatte sechs Kinder. Strath hatte zwei Brüder, Davie und George, die ebenfalls Profigolfer wurden.

### Golfkarriere
Wie die meisten Profis seiner Zeit verdiente Strath seinen Lebensunterhalt nicht mit Turnieren. Er begann sein Berufsleben als Lehrling eines Schlägermachers und trat manchmal als Partner von Old Tom Morris in den damals üblichen Challenge Matches an. Er war berühmt für die Menge an Backspin, die er bei seinen Eisenschlägen erzielen konnte. Golfwettkämpfe zu dieser Zeit wurden im Allgemeinen auf der Basis von abwechselnden Schlägen ausgetragen. Wenn Old Tom zum Beispiel den Drive vom Tee schlug, spielte Strath den zweiten Schlag.
Im Mai 1857 spielte Strath zusammen mit Allan Robertson ein Herausforderungsspiel gegen Old Tom Morris und Willie Park Sr. Sie gewannen das Match mit sechs Löchern Vorsprung.

## The Open Championship 1865
Strath gewann 1865 die Open Championship und war damit der einzige Golfer, der die frühe Vorherrschaft von Willie Park Sr. und den beiden Tom Morris, Vater und Sohn, bei diesem Turnier durchbrechen konnte. Seine Sieger-Scorekarte ist im Clubhaus des Prestwick Golf Club ausgestellt, in dem sich auch Straths Bewerbungsschreiben für die Stelle des Greenkeepers von 1865 befindet. Er wurde außerdem Dritter im Jahr 1860, Vierter im Jahr 1863, Zweiter im Jahr 1864 und Dritter im Jahr 1867.
Im Jahr 1865 hatte er die Nachfolge von Charlie Hunter angetreten, der weniger als ein Jahr, nachdem er den alten Tom Morris als Greenkeeper in Prestwick abgelöst hatte, nach Blackheath gezogen war. Straths Amtszeit dauerte nur drei Jahre, da er im Alter von 30 Jahren im Golfhaus von Prestwick an Lungenentzündung mit anschließender Tuberkulose starb.